# Ida ciliata
Ida ciliata (Ruiz & Pav.) A.Ryan & Oakeley (2003), es una especie de orquídea epífita o de hábito terrestre. Es originaria de Sudamérica.

## Características
Es una especie herbácea de tamaño medio que prefiere el clima caliente a frío se desarrolla en los árboles o epífita, a veces litófita con un pseudobulbo ovoide y dos hojas caducas y que florece en una laxa inflorescencia con  varias flores a la vez, de 10 cm de largo que nacen en la primavera con flores con fragancia nocturna, ceráceas y de larga vida.

## Distribución y hábitat
Se encuentran en Colombia, Perú, Bolivia y Ecuador en  matorral en las condiciones de sombra y con el suelo rocoso en el río sobre los desechos de árboles y los tocones de árboles que se encuentran a elevaciones de 1000 a 2800 m s. n. m.

## Sinonimia
- Dendrobium ciliatum Parish 1864
- Ida cobbiana (B.S.Williams) A.Ryan & Oakeley 2003
- Ida costata (Lindl.) A.Ryan & Oakeley 2003
- Ida fimbriata (Poepp. & Endl.) A.Ryan & Oakeley 2003
- Ida lata (Rolfe) A.Ryan & Oakeley 2003
- Lycaste barringtoniae var. grandiflora Hook.f. 1868
- Lycaste ciliata (Ruiz & Pav.) Lindl. ex Rchb.f. 1856
- Lycaste cobbiana B.S.Williams 1885
- Lycaste costata (Lindl.) Lindl. 1843
- Lycaste fimbriata (Poepp. & Endl.) Cogn. 1898
- Lycaste lata Rolfe
- Lycaste lanipes Lindl. 1843
- Lycaste mesochlaena Rchb.f. 1854
- Maxillaria ciliata Ruiz & Pav. 1798
- Maxillaria costata Lindl. 1838
- Maxillaria fimbriata Poepp. & Endl. 1836
- Maxillaria lanipes Ruiz & Pav.?[1]